# Adolfo di Hohenlohe-Ingelfingen
Adolfo di Hohenlohe-Ingelfingen (Breslavia, 29 gennaio 1797 – Koschentin, 24 aprile 1873) è stato un politico e principe tedesco.
Fu primo ministro della Prussia per sei mesi nel 1862 e venne succeduto da Otto von Bismarck.

## Biografia
Adolfo era figlio del principe Federico Luigi di Hohenlohe-Ingelfingen e di sua moglie, la contessa Maria Amalia Cristiana Carlotta von Hoym.
Iniziò la propria carriera militare nell'esercito prussiano come sottotenente il 27 aprile 1815 e servì sotto il comando del generale Friedrich von Kleist, prendendo parte agli assedi di Sedan, Mezières e Montmédy nel corso della campagna militare contro la Francia nel 1815. Nel marzo del 1817 si arruolò nel reggimento degli ulani della guardia, ma si ritirò l'anno successivo e divenne amministratore distrettuale a Lublinitz. Promosso Landwehr nel settembre del 1830, il 12 settembre 1841 divenne comandante del 23º reggimento Landwehr.
Nel 1847 divenne per breve tempo membro del parlamento prussiano e poi di quell' dell'unione a Erfurt. Fu in seguito senatore prussiano, rappresentando una direzione politica di stampo feudale-conservatore. Rifiutò sia il burocratismo conservatore di Otto Theodor von Manteuffel sia le tendenze liberal-conservatrici della Nuova Era.
Dopo il rovesciamento del principe Carlo Antonio di Hohenzollern-Sigmaringen, venne prescelto quale Primo Ministro della Prussia, ma egli stesso si trovò in difficoltà per la mancanza di una vera e propria esperienza politica. Era ad ogni modo fiducioso di trovare un compromesso nel conflitto sorto tra l'esercito e la maggioranza liberale della Camera dei rappresentanti prussiana. Il ruolo di guida del governo fu ad ogni modo esercitato da August von der Heydt.
Dopo la rinnovata vittoria del Partito del Progresso nelle elezioni del 6 maggio 1862, il principe di Hohenlohe-Ingelfingen si dimise. Tuttavia, Guglielmo I non accettò le sue dimissioni ed a quel punto il principe penso di dimettersi per motivi di salute. Dopo che Otto von Bismarck fu nominato primo ministro, si ritirò dalla vita politica.

## Matrimonio e figli
Il principe Adolfo di Hohenlohe-Ingelfingen si sposò il 19 aprile 1819 con la principessa Luisa di Hohenlohe-Langenburg (22 agosto 1799 - 17 gennaio 1881). Il matrimonio produsse dieci figli, cinque dei quali morirono prematuramente:
- Carlo (19 novembre 1820, Garnberg - 1º maggio 1890, Klein-Drowinowitz), funzionario e politico prussiano
- Federico Guglielmo (9 gennaio 1826, Koschentin - 24 ottobre 1895, ivi), generale di cavalleria prussiano
- Kraft Carlo Augusto (2 gennaio 1827, Koschentin - 16 gennaio 1892, Dresda), generale prussiano d'artiglieria
- Adelaide (n. 13 maggio 1830)
- Luisa (25 marzo 1835, Breslavia - 15 luglio 1913, Krähberg), sposò Alfredo di Erbach-Fürstenau

## Ascendenza
|                                                     |                                  |                                                | Genitori                                              |  |  | Nonni |  |  | Bisnonni                                        |  |  | Trisnonni                                         |  |
|                                                     |                                  |                                                |                                                       |  |  |       |  |  | Christian Kraft, conte di Hohenlohe-Ingelfingen |  |  | Heinrich Friedrich, conte di Hohenlohe-Langenburg |  |
|                                                     |                                  |                                                |                                                       |  |  |       |  |  | Christian Kraft, conte di Hohenlohe-Ingelfingen |  |  | Heinrich Friedrich, conte di Hohenlohe-Langenburg |  |
|                                                     |                                  | Juliana Dorothea zu Castell-Remlingen          |                                                       |  |  |       |  |  | Christian Kraft, conte di Hohenlohe-Ingelfingen |  |  |                                                   |  |
| Heinrich August, principe di Hohenlohe-Ingelfingen  |                                  |                                                |                                                       |  |  |       |  |  | Christian Kraft, conte di Hohenlohe-Ingelfingen |  |  |                                                   |  |
|                                                     |                                  | Maria Katharina von Hohenlohe-Pfedelbach       | Hiskias, conte di Hohenlohe-Pfedelbach                |  |  |       |  |  |                                                 |  |  |                                                   |  |
|                                                     |                                  | Maria Katharina von Hohenlohe-Pfedelbach       | Hiskias, conte di Hohenlohe-Pfedelbach                |  |  |       |  |  |                                                 |  |  |                                                   |  |
|                                                     |                                  | Maria Katharina von Hohenlohe-Pfedelbach       | Dorothea Elizabeth von Hohenlohe-Waldenburg           |  |  |       |  |  |                                                 |  |  |                                                   |  |
| Friedrich Ludwig, principe di Hohenlohe-Ingelfingen |                                  | Maria Katharina von Hohenlohe-Pfedelbach       |                                                       |  |  |       |  |  |                                                 |  |  |                                                   |  |
|                                                     |                                  | Johan Friedrich II, duca di Hohenlohe-Öhringen | Johann Friedrich I, conte di Hohenlohe-Öhringen       |  |  |       |  |  |                                                 |  |  |                                                   |  |
|                                                     |                                  | Johan Friedrich II, duca di Hohenlohe-Öhringen | Johann Friedrich I, conte di Hohenlohe-Öhringen       |  |  |       |  |  |                                                 |  |  |                                                   |  |
|                                                     |                                  | Johan Friedrich II, duca di Hohenlohe-Öhringen | Luise Amöne von Schleswig-Holstein-Sonderburg-Norburg |  |  |       |  |  |                                                 |  |  |                                                   |  |
| Wilhelmine Eleonora von Hohenlohe-Öhringen          |                                  | Johan Friedrich II, duca di Hohenlohe-Öhringen |                                                       |  |  |       |  |  |                                                 |  |  |                                                   |  |
|                                                     |                                  | Dorothea Sophia von Hessen-Darmstadt           | Ernst Ludwig, langravio d'Assia-Darmstadt             |  |  |       |  |  |                                                 |  |  |                                                   |  |
|                                                     |                                  | Dorothea Sophia von Hessen-Darmstadt           | Ernst Ludwig, langravio d'Assia-Darmstadt             |  |  |       |  |  |                                                 |  |  |                                                   |  |
|                                                     |                                  | Dorothea Sophia von Hessen-Darmstadt           | Dorothea Charlotte von Brandenburg-Ansbach            |  |  |       |  |  |                                                 |  |  |                                                   |  |
| Adolf von Hohenlohe-Ingelfingen                     |                                  | Dorothea Sophia von Hessen-Darmstadt           |                                                       |  |  |       |  |  |                                                 |  |  |                                                   |  |
|                                                     | Ludwig Gebhard II, conte di Hoym | Ludwig Gebhard I, barone di Hoym               |                                                       |  |  |       |  |  |                                                 |  |  |                                                   |  |
|                                                     | Ludwig Gebhard II, conte di Hoym | Ludwig Gebhard I, barone di Hoym               |                                                       |  |  |       |  |  |                                                 |  |  |                                                   |  |
|                                                     | Ludwig Gebhard II, conte di Hoym | Katharina Sophia von Schönfeld                 |                                                       |  |  |       |  |  |                                                 |  |  |                                                   |  |
| Julius Gebhard, conte di Hoym                       | Ludwig Gebhard II, conte di Hoym |                                                |                                                       |  |  |       |  |  |                                                 |  |  |                                                   |  |
|                                                     |                                  | Rachel Louise von Wertern-Baichlingen          | Georg, conte di Werthern-Baichlingen                  |  |  |       |  |  |                                                 |  |  |                                                   |  |
|                                                     |                                  | Rachel Louise von Wertern-Baichlingen          | Georg, conte di Werthern-Baichlingen                  |  |  |       |  |  |                                                 |  |  |                                                   |  |
|                                                     |                                  | Rachel Louise von Wertern-Baichlingen          | Rachel Helena von Miltitz                             |  |  |       |  |  |                                                 |  |  |                                                   |  |
| Amalie Luise von Hoym                               |                                  | Rachel Louise von Wertern-Baichlingen          |                                                       |  |  |       |  |  |                                                 |  |  |                                                   |  |
|                                                     |                                  | Johann Adolf von Dieskau                       | Hans von Dieskau                                      |  |  |       |  |  |                                                 |  |  |                                                   |  |
|                                                     |                                  | Johann Adolf von Dieskau                       | Hans von Dieskau                                      |  |  |       |  |  |                                                 |  |  |                                                   |  |
|                                                     |                                  | Johann Adolf von Dieskau                       | Elisabeth von Bismarck                                |  |  |       |  |  |                                                 |  |  |                                                   |  |
| Christiana Charlotte von Dieskau                    |                                  | Johann Adolf von Dieskau                       |                                                       |  |  |       |  |  |                                                 |  |  |                                                   |  |
|                                                     |                                  | Christiana Magdalena Dorothea von Ponikau      | Johann August von Ponikau                             |  |  |       |  |  |                                                 |  |  |                                                   |  |
|                                                     |                                  | Christiana Magdalena Dorothea von Ponikau      | Johann August von Ponikau                             |  |  |       |  |  |                                                 |  |  |                                                   |  |
|                                                     |                                  | Christiana Magdalena Dorothea von Ponikau      | Sophie Margarethe von Miltitz                         |  |  |       |  |  |                                                 |  |  |                                                   |  |
|                                                     |                                  | Christiana Magdalena Dorothea von Ponikau      |                                                       |  |  |       |  |  |                                                 |  |  |                                                   |  |